# Gamasomorpha
Gamasomorpha là một chi nhện trong họ Oonopidae.